# Moncalieri
Moncalieri és un municipi italià, situat a la regió del Piemont i a la ciutat metropolitana de Torí. L'any 2005 tenia 55.983 habitants.

## Fills il·lustres
- Alberto Bruni Tedeschi (1915-1996) compositor.
- Pietro Canonica (1869-1959), compositor, escultor, escenograf i senador vitalici.